# SBS即配サポート
SBS即配サポート株式会社（エスビーエスそくはいサポート）は、SBSホールディングス傘下の即日配達事業、産業廃棄物処理業、店舗用什器・備品の物流などを行う企業。

## 事業所
即配事業部
- 東京本部　東京本店 - 東京都江東区新砂
- 上野サービスセンター - 東京都台東区
- 城北支店 - 東京都北区
- 多摩支店 - 東京都調布市
- 神奈川支店 - 東京都町田市

→協力会社(デポ)
横須賀市···西湘運輸
- 埼玉支店 - 埼玉県さいたま市桜区

→協力会社(デポ)
熊谷市/深谷市/寄居町···立木運輸
行田市/児玉郡/本庄市···Ｔ＆Ｔ
川口市/越谷市等···草加営業所
- 千葉支店 - 千葉県船橋市
- 城南支店 - 東京都品川区

環境事業部
- 東雲事業所 - 東京都江東区東雲
- 横浜事業所 - 横浜市金沢区

KR事業部
- 今市センター - 栃木県日光市
- 阪神センター - 兵庫県尼崎市
- 山城工場 - 京都府木津川市
- 豊中工場 - 大阪府豊中市
- 上海工場（上海慶亜留塑料加工有限公司） - 中国・上海

## 沿革
- 1993年3月 - 株式会社総合物流システムを設立。
- 1997年1月 - 「総合物流システム　リサイクル事業部」設立
- 2012年7月 -  中国・上海に樹脂加工工場「上海慶亜留塑料加工有限公司」設立
- 2013年6月 - SBSサポートロジ株式会社に商号変更。
- 2015年7月 - SBS即配株式会社を吸収合併し、SBS即配サポート株式会社に商号変更。

## 関連会社
直接の同社傘下に無いSBSホールディングス株式会社関連企業については、SBSホールディングス#傘下企業を参照のこと。